# 清玄町
清玄町（せいげんちょう）は、兵庫県神戸市垂水区の町名。郵便番号は655-0865。

## 地理
下畑町中部から東部の、須磨区高倉台に接する地域が造成されできた住宅地域である。東は須磨区高倉台、多井畑南町、南、西、北は下畑町に接している。地番整理済区域である。すぐ南に第二神明道路が通る。

## 歴史
塩屋谷川の左岸に位置し、南北に傾斜する細長い谷あいの地を造成した後に「塩屋山手」と名づけられて分譲された。この地域は下畑地区であるが、地形的に須磨区高倉台と一体感を持っており、区境変更によって須磨区に地域を割譲し町名をつける案があったため、当初は「西高倉台」という名称も考えられていた。しかし、これは摂津と播磨の国境を変えることに等しく、下畑地区の住民から反対意見が出たため、垂水区にとどめられることとなった。1993年（平成5年）11月15日に下畑町字朝谷、字池ノ内、字大南、字鎌谷、字栗ノ木、字坂口、字清玄作山（せいげんさくやま）、字東関東林山、字東砂山、字淵ケ上、字前田、字龍ケ庭などの各一部から成立した。

### 地名の由来
下畑町の小字「清玄作山」に由来する。この地は日照時間の短い地形で、耕作できる作物が制限されていたところだったのでセイゲンツクリヤマと呼んでいたという。

### 町名の変遷
| 実施後 | 実施年月日                | 実施前（各小字ともその一部）                                                                                                 |
| ------ | ------------------------- | --- |
| 清玄町 | 1993年（平成5年）11月15日 | 下畑町字朝谷、字池ノ内、字大南、字鎌谷、字栗ノ木、字坂口、字清玄作山、字東関東林山、字東砂山、字淵ケ上、字前田、字龍ケ庭など |

## 世帯数と人口
2021年（令和3年）12月31日現在の世帯数と人口は以下の通りである。
| 町丁   | 世帯数  | 人口    |
| ------ | ------- | ------- |
| 清玄町 | 453世帯 | 1,061人 |

## 小・中学校の校区
市立小・中学校に通う場合、校区は以下の通りとなる。
| 番地 | 小学校               | 中学校               |
| ---- | -------------------- | -------------------- |
| 全域 | 神戸市立下畑台小学校 | 神戸市立桃山台中学校 |

## 交通

### バス
神戸市バスの清玄町南口、清玄町停留所がある。
| 系統 | 起点       | 経由バス停                   | 終点       |
| ---- | ---------- | ---------------------------- | ---------- |
| 88   | 妙法寺駅前 | 多井畑厄神 清玄町 多井畑厄神 | 妙法寺駅前 |

## 施設
公共
- 塩屋山手集会所
- 清玄町緑道

公園
- 中公園
- 栗の木山公園

歯科医院
- かみお歯科